# Cloruro di titanio(II)
Il cloruro di titanio(II) o dicloruro di titanio è il composto inorganico con formula TiCl2. In condizioni normali è un solido nero piroforico che reagisce violentemente in acqua.

## Storia
Il composto fu descritto per la prima volta nel 1875 da Charles Friedel, che lo ottenne per riscaldamento di TiCl3 in corrente di idrogeno. In queste condizioni si ha una reazione di disproporzione e si formano TiCl4 e TiCl2.

## Struttura
Allo stato solido il composto cristallizza con la stessa struttura a strati dello ioduro di cadmio, con gli ioni Ti(II) coordinati ottaedricamente a sei leganti cloruro.

## Sintesi
TiCl2 può essere ottenuto per disproporzione del tricloruro di titanio a 500 °C. Il TiCl4 che si forma è volatile e ciò facilita l'avanzamento della reazione. Tuttavia il TiCl2 formato disproporziona a sua volta formando TiCl4 e titanio metallico; per questo motivo il TiCl2 prodotto in questo modo non è puro e contiene il 2-3% di titanio metallico.
2TiCl3 → TiCl2  + TiCl4
Alternativamente si possono far reagire ad alta temperatura titanio metallico e TiCl4:
Ti + TiCl4 → 2TiCl2
TiCl2 in forma molto pura e finemente polverizzata si può ottenere riducendo TiCl4 con idrogeno con una scarica elettrica senza elettrodi.

## Reattività
TiCl2 è un riducente molto forte. È piroforico: si infiamma spontaneamente all'aria formando TiO2. Con l'acqua reagisce violentemente formando TiCl3 e idrogeno gassoso.

## Usi
Il TiCl2 è coinvolto nel processo Kroll e in altri processi per la purificazione del titanio metallico.

## Tossicità / Indicazioni di sicurezza
TiCl2 è disponibile in commercio. Va conservato in atmosfera inerte dato che si infiamma spontaneamente all'aria. Reagisce con l'acqua liberando idrogeno gassoso (infiammabile). Per contatto provoca gravi ustioni cutanee e gravi lesioni oculari. Non ci sono evidenze di effetti cancerogeni. Non ci sono dati su danni all'ambiente.